# Gaspar Nuñez de Arce
Gaspar Nuñez de Arce, född 4 augusti 1834, död 9 juni 1903, var en spansk statsman och poet.
Nuñez de Arce framträdde redan som 15-åring med ett drama och 1872 utgav han El haz de leña ("Risknippan"), en dramatisering av Don Carlos av Spaniens levnadsöde. I diktsamlingen Gritos de combate ("Stridsrop", 1868) framträdde han som tendensdiktare med kritik mot våldsstyret i Spanien. Han utgav även de symbolistiska diktsamlingar Raimundo Lulio (1875, svensk översättning av Göran Björkman 1892) och La visión de fray Martín (1880), som vardagsskildrare i Un idilio y una elegía och La pesca ("Fisket", 1884) och skrev även kärleksdikten Maruja (1886, svensk översättning av Göran Björkman).